# Arquidiocese Cristã Ortodoxa de Antioquia da América do Norte
A Arquidiocese Cristã Ortodoxa de Antioquia da América do Norte (em inglês:  Antiochian Orthodox Christian Archdiocese of North America, abrev.: AOCANA), muitas vezes referida na América do Norte como simplesmente a Arquidiocese de Antioquia, é a jurisdição da Igreja Ortodoxa Grega de Antioquia nos Estados Unidos e Canadá. Originalmente sob os cuidados da Igreja Ortodoxa Russa, os imigrantes cristãos ortodoxos siro-levantinos para os Estados Unidos e Canadá receberam sua própria jurisdição sob a Igreja de Antioquia na esteira da Revolução Bolchevique. Conflitos internos dividiram os fiéis ortodoxos de Antioquia em duas arquidioceses  —  Nova Iorque e Toledo  —  até 1975, quando o metropolita Filipe (Saliba) tornou-se o único arcebispo da reunificada arquidiocese de Antioquia. Em 2014, a arquidiocese havia crescido para mais de 275 igrejas paroquiais.
É uma das duas jurisdições cristãs ortodoxas na América do Norte que atualmente praticam o rito litúrgico ocidental, bem como o rito bizantino, juntamente com a Igreja Ortodoxa Russa fora da Rússia.